# Dantons Tod (téléfilm, 1981)
Pour les articles homonymes, voir La Mort de Danton et Danton (homonymie).
Ne doit pas être confondu avec Dantons Tod (téléfilm, 1977, Bornemann) ou Dantons Tod (téléfilm, 1977, Flimm).
Pour plus de détails, voir Fiche technique et Distribution.
Dantons Tod est un téléfilm dramatique allemand réalisé par Rudolf Noelte et diffusé en 1981. 

## Fiche technique
- Titre original : Dantons Tod
- Réalisation : Rudolf Noelte
- Scénario : d'après la pièce La Mort de Danton de Georg Büchner
- Photographie :
- Montage :
- Musique :
- Pays d'origine : Allemagne
- Langue originale : allemand
- Format : couleur
- Genre : dramatique
- Durée :
- Dates de diffusion :  
  - 1981

## Distribution
- Götz George : Georges Danton
- Christian Quadflieg : Camille Desmoulins
- Birgit Doll : Lucile Desmoulins
- Heribert Sasse : Maximilien Robespierre
- Mathieu Carrière : Saint-Just
- Senta Berger : Marion
- Regina Lemnitz : Julie Danton
- Will Quadflieg : Thomas Payne
- Herbert Fux :